# Kerli
Kerli Kõiv, née le 7 février 1987 et plus connue sous son nom de scène Kerli, est une auteure-compositrice-interprète, chanteuse et pianiste estonienne.

## Carrière
En 2003, Kerli participe au concours suédois Melodifestivalen, où elle interprète la chanson Let's Go. Elle termine septième à la seconde demi-finale.
Kerli participe également en 2004 au concours Eurolaul, afin de désigner le participant estonien au concours Eurovision. Elle y interprète le titre Beautiful Inside, totalise 3 628 points et termine deuxième du concours Eurolaul.
En 2006, Kerli signe un contrat avec le label Island Def Jam.
Kerli publie son premier EP éponyme en 2007. Il inclut notamment les titres Walking on Air et Love Is Dead.
C'est en 2008 que Kerli publie son premier album studio, intitulé Love Is Dead.
En 2008 toujours, sa chanson Creepshow est utilisée dans la bande son du jeu vidéo Burnout Paradise. Kerli a aussi été choisie pour interpréter le thème du jeu vidéo adapté du film Quantum of Solace, intitulé When Nodody Loves You. Kerli participe également à la bande son du film Punisher : Zone de guerre (Punisher: War Zone), où elle interprète la chanson Bulletproof.
Kerli a été nommée en 2008 aux MTV Europe Music Awards pour la récompense du meilleur artiste ou groupe balte (Best Baltic Act).
Elle participe en 2010 à Almost Alice, la bande originale du film de Tim Burton Alice au pays des merveilles et interprète la chanson Tea Party ainsi que Strange avec Bill Kaulitz, le chanteur du groupe Tokio Hotel.
Elle reprend  la même année Nature Boy de Nat King Cole  pour la série Smallville.
En octobre 2012, elle sort le titre The Lucky Ones. Elle sort le 19 mars 2013 un EP nommé Utopia (Kerli EP) (en).
En 2016, elle prête sa voix pour la chanson "Build the Cities (Empire of Sound)" composée par Tristam et Karma Fields, produit par la maison Monstercat.
En 2019, elle sort son nouvel album studio intitulé "Shadow Works".

## Discographie

### Albums studio
- 2008 : Love Is Dead
- 2019 : Shadow Works

### EP
- 2007 : Kerli
- 2013 : Utopia EP

### Singles
- 2008 : Love Is Dead
- 2008 : Walking on Air
- 2009 : Creepshow
- 2010 : Tea Party (song) (en)
- 2010 : Army of Love (en)
- 2012 : Zero Gravity
- 2012 : Lucky Ones
- 2016 : Feral Hearts
- 2016 : Diamond Hard
- 2016 : Blossom
- 2016 : Spirit Animal
- 2018 : Savages
- 2019 : Better
- 2019 : Legends

### Collaborations
- 2012 : tyDi feat. Kerli - Glow in the Dark
- 2013 : tyDi feat. Kerli - Something About You
- 2014 : tyDi feat. Kerli - Stardust
- 2014 : Cash Cash feat. Kerli - Here and Now
- 2014 : Seven Lions feat. Kerli - Worlds Apart
- 2014 : Seven Lions feat. Kerli - Keep It Close
- 2014 : Benny Benassi feat. Kerli - Caleidoscope
- 2014 : tyDi feat. Kerli - Perfect Crush
- 2015 : SNBRN feat. Kerli - Raindrops
- 2015 : Karma Fields feat. Kerli - Build the Cities
- 2017 : Illenium & Kerli - Sound of Walking Away

## Récompenses et nominations
| Année | Nommé          | Récompense                                                                            | Résultat   |
| ----- | -------------- | ------------------------------------------------------------------------------------- | ---------- |
| 2008  | Elle-même      | MTV Europe Music Award pour la révélation baltique de l’année                         | Nomination |
| 2008  | Walking on Air | MTV Video Music Award pour le meilleur clip vidéo pop (jamais désigné officiellement) | Nomination |
| 2009  | Walking on Air | Tube de l’année par Raadio 2                                                          | Lauréat    |
| 2009  | Walking on Air | Estonian Music Award du meilleur clip vidéo de l’année                                | Lauréat    |
| 2009  | Elle-même      | Estonian Music Award de l’artiste pop de l’année                                      | Lauréat    |
| 2009  | Elle-même      | Estonian Music Award de l’artiste féminine de l’année                                 | Lauréat    |
| 2009  | Love Is Dead   | Estonian Music Award pour l’album de l’année                                          | Nomination |
| 2010  | Love Is Dead   | European Border Breakers Award                                                        | Lauréat    |
| 2010  | Army of Love   | Tube de l’année par Raadio 2                                                          | Nomination |
| 2011  | Army of Love   | Estonian Music Award du clip vidéo de l’année                                         | Lauréat    |
| 2013  | Zero Gravity   | Estonian Music Award du clip vidéo de l’année                                         | Lauréat    |
| 2014  | Utopia         | Estonian Music Award pour le meilleur album d’une artiste féminine                    | Nomination |
| 2014  | Utopia         | Estonian Music Award du meilleur album pop                                            | Nomination |